# Terebratulina gracilis
Genre
Espèce
Terebratulina gracilis est une espèce éteinte de brachiopodes. Ses fossiles se rencontrent en Europe, dans le Crétacé inférieur.